# Eufranta
Eufranta (grec antic: Εὐφράντας πύρλος, llatí: Euphranta Turris) fou una fortalesa i potser també una petita ciutat prop del final del Gran Sirtis que segons Estrabó constituïa la frontera entre Cartago i els Ptolemeus (i abans els diferents poders egipcis). El límit fou establert entre Cartago i una de les ciutats gregues. Una torre en ruïnes existent a l'actual Kasr Safran ha estat identificada com a probable emplaçament.